# (8905) Bankakuko
(8905) Bankakuko – planetoida z grupy pasa głównego asteroid okrążająca Słońce w ciągu 4 lat i 80 dni w średniej odległości 2,61 au. Została odkryta 16 listopada 1995 roku w obserwatorium w Ōizumi przez Takao Kobayashiego. Nazwa planetoidy pochodzi od Kakuko Bana (ur. 1967), pracownika planetarium w Hiroszimie w sekcji dziecięcej od 1988 roku. Przed nadaniem nazwy planetoida nosiła oznaczenie tymczasowe (8905) 1995 WJ.